# David Marples
David Marples, född 17 oktober 1952, är en kanadensisk professor i historia vid University of Alberta i Edmonton. Han blev filosofie doktor vid University of Sheffield 1985. Marples är specialiserad på Belarus och Ukrainas historia.